# Petro Mogila
Petro Mogila ili Petar Mogila (ukr. Петро Могила, rus. Петр Могила, rum. Petru Movilă, pol. Piotr Mohyła); (Suceava, Rumunjska, 21. prosinca 1596. - Kijev, Ukrajina, 22. prosinca 1646.) bio je uspješan mitropolit Kijeva, Galicije i cijele Rusi (Ukrajine) od 1633. godine pa sve do svoje smrti. 
Mogila je imao snažnu ulogu u uspješnom političkom i kulturnom preporodu Ukrajinske pravoslavne crkve koja se nalazila pod snažnim poljskim katoličkim pritiskom, a također je djelovao i u sklopu Rumunjske, Ruske i Grčke pravoslavne crkve. Također je inicirao otvaranje jedne od najastarijih akademskih institucija u istočnoj Europi odnosno Kijevsko-mogiljansku akademiju, koja do danas uspješno funkcionira u Kijevu i predstavlja jedno od najvažnijih kulturnih i znanstvenih ukrajinskih središta u Europi.

## Životopis
Petro Mogila je predstavljao istaknutog ukrajinskog duhovnog intelektualca rođenog u tadašnjoj multikulturalnoj Moldaviji na prostoru današnje sjeverne Rumunjske te školovanog u zapadnoj Ukrajini. Potječe od ugledne bojarske obitelji Movileşti, vlaško-moldavijskog porijekla. Majka Margareta je porijeklom iz mađarske plemićke obitelji. 
Mogila je bio iznimno odan ukrajinskim pravoslavnim crkvenim krugovima u zapadnoj Ukrajini, i kao vrstan intelektualac koji je svoja znananja stjecao u gradu Ljvivu, zatim Poljskoj, Nizozemskoj i Francuskoj, poznavao je povijest Ukrajinske pravoslavne crkve te njezinu kulturnu i duhovnu vrijednost. Tečno je govorio latinski i grčki jezik. Prije ulaska u crkvenu službu, odslužio je vojsku i sudjelovao u Cecorskoj (1620.) i Hotinskoj bitci (1621.). 

## Vanjske poveznice
- Stranice Kijevsko-mogiljanske akademije u Kijevu (ukr., eng.)  Arhivirana inačica izvorne stranice od 15. studenoga 2009. (Wayback Machine)
- Ukrajinski kulturni institut «Petro Mogila» u Kanadi (eng.)  Arhivirana inačica izvorne stranice od 21. svibnja 2009. (Wayback Machine)
- Život i djelo Petra Mogile (ukr.)